# Ígor Vladímirovitx Kornéiev
Ígor Vladímirovitx Kornéiev (Игорь Владимирович Корнеев; Moscou, Rússia, 4 de setembre de 1967) és un exfutbolista rus que jugava com a migcampista ofensiu. Des del 2002 també té la nacionalitat neerlandesa.
Pel que fa a clubs, Kornéiev inicià la seva trajectòria al PFC CSKA Moscou rus. L'any 1991 fitxà per l'Espanyol on va viure tres brillants temporades. L'any 1994 Johan Cruyff l'incorporà al FC Barcelona però no disposà de minuts i a final de temporada abandonà el club i marxà al futbol neerlandès a SC Heerenveen, Feyenoord Rotterdam i NAC Breda. Es retirà el 2003.
Amb la selecció de Rússia disputà 14 partits i marcà 3 gols. Disputà el Campionat d'Europa de 1992 i la Copa del Món de 1994. Fou nomenat futbolista rus de l'any, el 1991.